# Montauriol (Pyrénées-Orientales)
Montauriol is een gemeente in het Franse departement Pyrénées-Orientales (regio Occitanie) en telt 188 inwoners (1999). De plaats maakt deel uit van het arrondissement Céret.

## Geografie
De oppervlakte van Montauriol bedraagt 11,0 km², de bevolkingsdichtheid is 17,1 inwoners per km².
Montauriol ligt in de Aspres (Catalaans voor dor en droog), heeft een zeer zonnig klimaat (meer dan 300 dagen zon per jaar).
De onderstaande kaart toont de ligging van Montauriol (Pyrénées-Orientales) met de belangrijkste infrastructuur en aangrenzende gemeenten.

## Demografie
Onderstaande figuur toont het verloop van het inwonertal (bron: INSEE-tellingen).